# Контуджам Тамха Лайрембі
Контуджам Тамха Лайрембі або Чінгпхурон Контхоусу — богиня в міфології та релігії Мейтей (санамахізм) Стародавнього Канглейпака (Античний Маніпур). Спочатку вона народилася як звичайна людина в групі Хаорок Контоу (клан Контґуйам), а потім одружилася з богом неба Салайленом (псевдонім Сорарен). У шлюбі народилася єдина дитина — Хоріфаба.

## Міфологія
Контуджамба та Контуджамбі були бездітною парою. Майби до яких вони звернулися за допомогою, не змогли допомогти їм народити дитину. Тоді вони звернулися до Бога Салайлена, Небесного Царя, з проханням допомогти. Бог Салайлен почув їх молитву і сказав богині Імоїну допомогти подружжю. Богиня Імоїну імплантувала себе в лоно леді Контуджамбі.

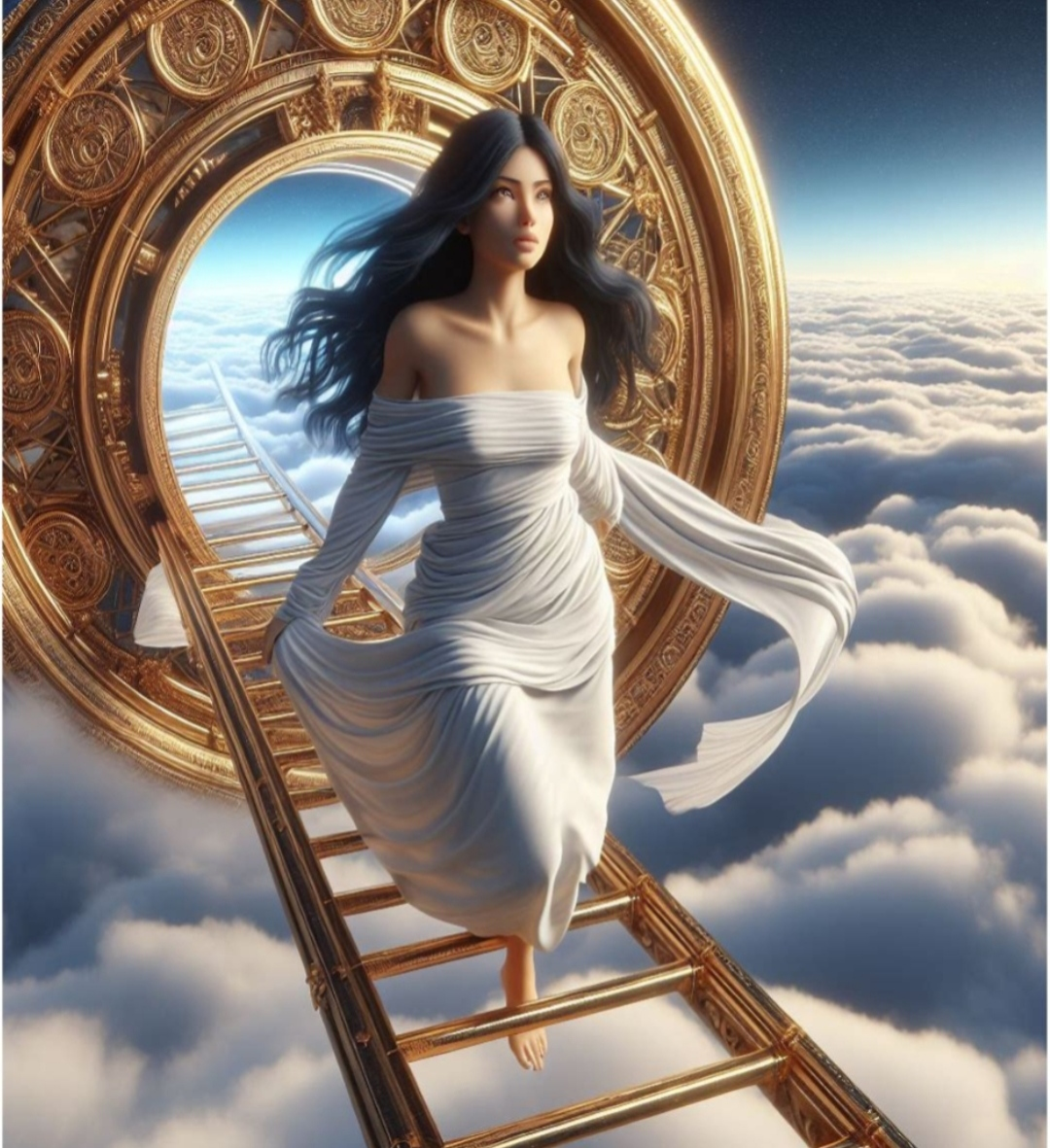
Контуджам Тамха Лайрембі

Коли Контуджамбі була вагітна 3-місячним плодом, Бог Салайлен проінструктував її, що її дитина в майбутньому стане Його дружиною. Пізніше Контуджамбі народила дівчинку. Пара назвала свою доньку Чінгпхулон Контхаусу (пізніше відому як Тамфа). Коли Чінгпхулон Контхоусу виросла, всі були вражені її красою та гарними манерами. Дівчина ходила на розваги в ліси, на озера, на галявини. Одного разу, коли Тамфа була у відкритому полі зі своїми друзями, піднявся сильний вітер. Так вихор підняв її до самого неба. Її друзі нічого не могли зробити, лише спостерігали. Вітер заніс Чінгпхулон Контхаусу на небо, в обитель Салайлена, який її чекав.
Тамфа була незадоволена тим, що опинилася далеко від батьків і друзів. Щоб догодити, Салайлен пообіцяла, що жителі її рідного краю отримають безсмертя і будуть убезпечені від усіх хвороб. Проте її батьки, родина та друзі плакали через втрату єдиної доньки. Салайлен сказав батька, що Тамфа з ним у безпеці. Він нагадав про їх спільну домовленість. Минуло багато років, і Салайлен і Тамфа народили сина. Вони з Салайленом назвали свого сина Хоріфаба.
Батьки Тамфи постійно хотіли її побачити. Тому запланували зустрітися з нею. Чоловіки вирушили в мисливську експедицію зі своїми мисливськими собаками через пагорби Тханцзін. Утім, їм не вдалося зловити жодної тварини. Втомлені мисливці сіли відпочити під тінню дерева. Тим часом один з їхніх улюблених мисливських собак заблукав. Пес побачив великого пітона, який сидів на сонці та загавкав на нього. Пітон його вбив. Згодом мисливці знайшли мертвого пса і віднесли додому. Для собаки приготували пишний похорон. Дим від похоронної процесії піднявся високо до неба.
На небі Тамфа побачила, як дим піднімався з її рідного місця. Вона подумала, що це похорон і почала хвилюватися за своїх людей. Подумала, що хтось помер, незважаючи на те, що Салайлен пообіцяв захистити їх від хвороб. Вона запитала Салайлена про виконання його обіцянки. Той сказав, що це похорон собаки. Дівчина не повірила йому і захотіла побачити батьків. Неохоче Салайлен дозволив їй зустрічатися з рідними за деяких умов. Вона повинна піти лише після того, як їхній син Хоріфаба засне, і повинна повернутися до того, як він прокинеться. Крім того, вона не повинна вживати ніяких земних продуктів і напоїв. Потім він поставив золоту драбину (або золоті сходи в іншому варіанті), щоб вона могла спуститися донизу. Вона опинилася на пагорбі Тхангцзін, а потім поїхала в Контоуджам, свою рідну землю. Там зустріла своїх рідних і близьких. Її мати запропонувала Тамфі смачні страви.
Тамфа не прийняла пропозицій матері. Однак мати схопила її і спробувала змусити їсти. Тамфа розповіла про умови, за яких їй дозволено покинути небо, щоб зустрітися з рідними на землі. Не дивлячись на це, мати вирішила закрити кімнату від Салайлена. Для цього завісила сім шарів підвісної стелі, огородженої сімома шарами драпірування. У темності вона подала смачну їжу для Тамфи. Бідолашна Тамфа була змушена їсти те, що її мати так з любов'ю приготувала для доньки. Але Бог Салайлен побачив це навіть через штори. Коли Тамфа почала їсти, Салайлен оголосила з неба, що вона не може повернутися до його обителі. Він плюнув на її руку (або на їжу в іншому варіанті). Золота драбина (або золоті сходи в іншому варіанті) також піднялися вгору. Бідолашну Тамфу викинули з небес. Салайлен також відмінив безсмертя та імунітет від хвороб у жителів.
Дівчина після цього оселилася на околиці Контуджама. Відтоді вона стала відома як Контуджам Тамха Лайрембі.